# Подага
Подага — слов'янське божество, шановане насамперед полабським плем'ям вагрів, ідол якого стояв біля Любека, в місті Плені. Ніяких подробиць Гельмольд, у своїй праці Слов'янська хроніка 12 століття, не повідомляє, тому його свідчення носить швидше за все ілюстративний характер.Храм з ідолом в Плуні. Можливо, ім'я П. тотожно польське. Pogoda, згадуваному у Я. Длугоша (15 ст.) як одне з імен божеств сезонного типу. Передбачалося зведення імені П. до рос. кореню "палити" ("попалити"), літ. pa-deg-ti, що б пов'язати його з культом вогню; передбачувані зближення з ім'ям Дажбога залишаються проблематичними. в. в., ст. т.Подага, що живе в пустелі на південному боці землі, охороняє посушливі краї і наганяє посуху на території  з  нормальним  кліматом. Богині дякували за приємне комфортне тепло і легкий вітерець.Можливо одна з дочок Стрибога.
На думку Рибакова, «подага» - один з епітетів архаїчного жіночого божества природи та землі: «подає», «податель благ», тобто жіноче втілення Дажбога. Думка про близькість Подаги до Дажбогові вперше була висловлена О.Ф.Гільфердінгом, але він вкладав інший зміст в ім'я богині - «пожигающая», тобто та, що спалює, з чим навряд чи варто погоджуватися. Про зв'язок богині з Дажбогом також писав Р.О. Якобсон.